# 与板橋
与板橋（よいたばし）は、新潟県長岡市の信濃川に架かる国道403号の橋長885.6 m（メートル）のトラス橋・桁橋。

## 概要
右岸側の長岡市並木新田（旧中之島町）と、左岸側の同市与板町与板（旧与板町）との間に架かる、橋長885.6 m、有効幅員6.0 mを有する8連下路曲弦ワーレントラス橋および桁橋。車線は2車線で、上流側に自転車歩行者道橋を併設する。
8連のトラスの径間は60.9 mである。また取付部の橋梁として、右岸側には猿橋川に架かる並木橋（橋長34.80 m）が、左岸側には黒川に架かる本与板橋（橋長46.56 m）がそれぞれ架橋されている。
- 形式 - 鋼単純活荷重合成鈑桁橋7連+鋼単純下路曲弦ワーレントラス橋8連+鋼単純活荷重合成鈑桁橋7連
- 橋格 - 第1種 (TL-20)
- 橋長 - 885.600 m
  - 支間割 - 7×27.6 m + 8×60.0 m + 7×28.1 m
- 幅員
  - 総幅員 - 7.000 m
  - 有効幅員 - 6.000 m
  - 車道 - 6.000 m
  - 歩道 - なし（側道橋あり）
- 総鋼重 - 747.497 mt
- 床版 - 鉄筋コンクリート
- 施工 - 松尾橋梁[注釈 1]・名村造船所
- 架設工法 - ケーブルクレーン工法

## 歴史

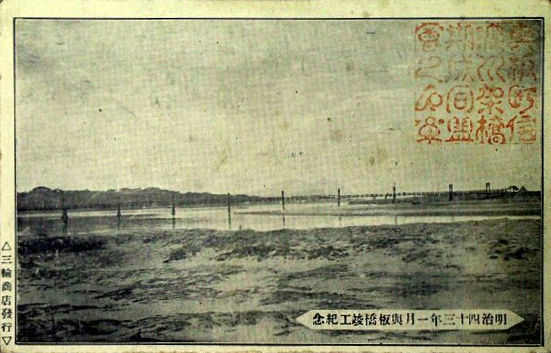
絵葉書『明治四十三年一月與板橋竣工記念』

古くから南蒲原郡と三島郡の間は頻繁に物資の輸送や人馬の往来が行われており、長大な流域を誇る信濃川に橋を架けることは住民にとっての悲願であった。このため明治中期から17年間にわたり陳情を繰り返していた。そして1910年（明治43年）2月、に新潟市の萬代橋の旧材を用いて全長約600 mの初代橋梁が架橋された。しかし木橋であったため、翌1911年（明治44年）8月の水害で流失するなど、度重なる自然災害による被害が後を絶たなかった。また、古材を用いたこともあり、1916年（大正5年）に破壊されてしまう。このため、1917年（大正6年）に県により工費5万円で復旧された。
戦後、この橋は台風などで老朽化が著しく、火災が発生したこともあった。1950年代初頭は自動車の通行量は少なかったが、当時を知る者は「渡るたびに、橋がミシミシと音を立てた」と証言している。また、冬期間は降雪の影響により通行止めとなり、渡船を利用せざるを得ない状況であった。当時の与板橋はまだ一般国道には指定されておらず、当時の中之島村と与板町とを連絡する県道与板大口線の区間となっていた。
南蒲原郡中之島村と三島郡与板町は1957年（昭和32年）2月25日に「与板橋永久橋化促進期成同盟会」を発足させ、新潟県や当時の建設省に対し陳情を行った結果、翌1958年（昭和33年）、県は与板橋の架け替えに着工した。設計に関しては自動車交通に対応するため、6 mの幅員が確保されることになった。
しかし施工中の1964年（昭和39年）6月16日に発生した新潟地震で、与板橋は橋梁本体が湾曲するなど甚大な被害を受けたため全面通行止となり、その後撤去された。
現橋梁は1965年（昭和40年）4月24日に開通。総事業費は当時の額面で4億9800万円であった。
北陸自動車道中之島見附インターチェンジの開通などにより、与板橋の交通量が大きく増加したため、側道橋の設置を求める声が高まり新潟県は1987年度（昭和62年度）から側道橋建設に着手し、1993年（平成5年）に開通した。

### 年表
- 1910年（明治43年）2月 - 初代木造橋竣工[14]。
- 1917年（大正6年）12月24日 - 木橋架替[7][4]。
- 1958年（昭和33年） - 永久橋建設に着手[2][9]。
- 1964年（昭和39年）6月16日 - 新潟地震により被災し、損壊。長期間にわたり全面通行止となる。[要出典]
- 1965年（昭和40年）4月24日 - 現在のトラス橋が開通[2][9]。
- 1987年度（昭和62年度） - 側道橋建設に着手[10][11]。
- 1993年（平成5年）4月1日 - 国道403号が延伸され、本橋を通る経路で指定される[15][16]。同日側道橋が供用開始[12][13]。